# Winnipeg Jets (1972–1996)
Die Winnipeg Jets (IPA: [ˈwɪnɪpɛg dʒɛts]) waren ein kanadisches Eishockeyfranchise aus Winnipeg in der Provinz Manitoba. Sie spielten von 1972 bis 1979 in der World Hockey Association und von 1979 bis 1996 in der National Hockey League. Die Teamfarben waren Blau, Rot und Weiß. Im Sommer 1996 zog das Team aufgrund anhaltender finanzieller Probleme nach Phoenix im US-Bundesstaat Arizona um und änderte seinen Namen in Phoenix Coyotes. Von 2003 bis 2024 spielte es im Großraum Phoenix in unterschiedlichen Spielstätten. 2014 benannte es sich in Arizona Coyotes um, ehe der Spielbetrieb 2024 vorübergehend eingestellt wurde. Zudem gibt es seit Sommer 2011 nach 15-jähriger Pause wieder ein Franchise dieses Namens in der NHL, das aber lediglich denselben Beinamen trägt und sonst in keinerlei Verbindung mit den damaligen Jets steht.
Ihre erfolgreichste Zeit durchlebten die Jets während ihrer Zeit in der World Hockey Association. Dort gewannen sie zwischen 1976 und 1979 dreimal innerhalb von vier Jahren die Avco World Trophy. Mit dem Wechsel in die National Hockey League blieben die Erfolge aus.

## Geschichte

### Die Zeit in der WHA (1972 bis 1979)
1972 wurde in Winnipeg ein Franchise der World Hockey Association gegründet, dass sich Winnipeg Jets nannte und eines der zwölf Gründungsmitglieder der WHA war. Die National Hockey League hatte sich mittlerweile auf 16 Teams vergrößert, sodass Teams in Los Angeles, Oakland und Atlanta neugegründet wurden, es jedoch nur drei kanadische Teams gab. Die World Hockey Association hingegen brachte hochklassiges Eishockey nach Edmonton, Québec, Ottawa, Winnipeg und später auch Calgary.
Der Gründer und erste Besitzer der Jets war Ben Hatskin, ein kanadischer Geschäftsmann. Beim WHA General Player Draft im Februar 1972 in Anaheim, Kalifornien, wählte er mit dem ersten Wahlrecht den NHL-Star Bobby Hull und wenig später unter anderem mit Ted Green, Ted Irvine und Ernie Wakely weitere NHL-Spieler aus. Zunächst meist als Wunschdenken belächelt, hatte sich Hatskin konsequent für Bobby Hull, der zu diesem Zeitpunkt zweitbester Torschütze in der NHL-Geschichte war, mit dem ersten Wahlrecht entschieden. Dieser zeigte sich unzufrieden mit dem Management der Chicago Black Hawks und die Vertragsverhandlungen waren wie in den Vorjahren stets langwierig, da die Verträge nahezu jährlich neu ausgehandelt werden mussten. Schnell gelang es Hatskin, den Stürmer zur Vertragsunterschrift als Spielertrainer für zehn Jahre mit einer Gesamtsumme von 2,5 Millionen US-Dollar inklusive eines Unterschriftsbonus von einer Million Dollar zu bewegen. Hull unterschrieb diesen Vertrag im Juni 1972. Seine Verpflichtung garantierte, dass die WHA zumindest die Premierensaison überstehen würde. Hulls Verpflichtung und viele weitere dieser Art zeigten, dass sich die WHA als ernsthafte Konkurrenz zur NHL etablierte.
Am 12. Oktober 1972 bestritten die Jets ihre erste Partie in der World Hockey Association, die sie mit 6:4 bei den New York Raiders gewannen. Das erste Heimspiel wurde drei Tage später ausgetragen und endete mit einer 2:5-Niederlage gegen die Alberta Oilers. In der Premierensaison bildete Star Bobby Hull eine effektive Angriffsreihe mit Christian Bordeleau und Norm Beaudin. Das Trio war entscheidend am erfolgreichen Abschneiden der Jets beteiligt, denn alle drei erzielten jeweils über 100 Punkte. In den hinteren Reihen mangelte es jedoch an Durchschlagskraft und kein weiterer Akteur kam auf mehr als 20 Tore. Die gute Defensivarbeit sowie das ausgeglichen besetzte Torwartduo Joe Daley und Ernie Wakely ermöglichten es, dass die Jets die Saison 1972/73 auf dem ersten Platz in der Western Division beendeten. Bobby Hull, der 51 Tore zu diesem Erfolg beisteuerte, wurde zum wertvollsten Spieler der regulären Saison gewählt und mit dem Gary L. Davidson Award ausgezeichnet. In den Playoffs setzten sich die Jets zunächst gegen die Minnesota Fighting Saints und Houston Aeros durch. In der Finalserie um die Avco World Trophy unterlagen die Jets in fünf Begegnungen den New England Whalers. Als entscheidend für den Sieg der Whalers erwies sich deren ausgezeichnetes Ausnutzen von Torchancen, während die Jets in vier der fünf Partien mehr Torchancen besaßen.
Die Winnipeg Jets waren eines der ersten Teams aus Nordamerika, das Europa als Quelle für talentierte Eishockeyspieler nutzte. Das Team konnte die schwedischen Stürmer Anders Hedberg und Ulf Nilsson verpflichten. Außerdem nahm das Franchise auch Verteidiger Lars-Erik Sjöberg, später Kapitän der Jets und einmal als bester Verteidiger der WHA mit der Dennis A. Murphy Trophy ausgezeichnet, unter Vertrag. Ab 1977 kam mit Kent Nilsson ein weiterer schwedischer Topscorer zum Kader.
Nach der Auflösung der WHA 1979 wurden die Winnipeg Jets zusammen mit den New England Whalers, den Edmonton Oilers und den Québec Nordiques in die NHL aufgenommen.

### Die Zeit in der NHL (1979 bis 1996)

Winnipegs zweites Logo (1974–1990)

Nach den großen Erfolgen in der WHA mussten die Ansprüche runtergeschraubt werden. In den ersten zwei Jahren wurde der Einzug in die Play-offs verfehlt, konnte aber im NHL Entry Draft 1979 mit Dale Hawerchuk ein großes Talent ins Team holen.

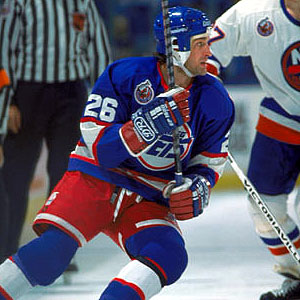
Dean Kennedy im Trikot der Jets 1992/93

Mitte der Achtziger hatte das Team einen soliden Mannschaftskern mit Hawerchuck, Thomas Steen, Paul MacLean und vielen weiteren und das Potenzial um den Stanley Cup mitzukämpfen. Zum Nachteil wurde, dass die Mannschaft mit den Edmonton Oilers in einer Division spielte, die mit Wayne Gretzky insgesamt fünf Mal bis zum Ende der achtziger Jahre den Stanley Cup gewinnen konnten. Die Jets schieden regelmäßig gegen die Oilers aus den Play-offs aus.
1987 war das letzte Mal, dass die Winnipeg Jets eine Playoff-Runde gewinnen konnten. Eine Negativserie des Franchise, die erst im Jahr 2012 in Phoenix endete.
Die NHL breitete sich immer weiter in den Vereinigten Staaten aus, es entstanden immer höhere Kosten, und besonders die Spielergehälter stiegen rapide. Die Jets bekamen finanzielle Probleme und mussten die besten Spieler abgeben. Es gab mehrere Versuche, die Jets durch Darlehen der Provinz Manitoba oder von Banken zu retten, doch die Probleme nahmen nicht ab. Am 28. April 1996 absolvierten die Winnipeg Jets ihr letztes Spiel in Winnipeg.
Das Team wurde verkauft und im Sommer 1996 wurde ein neuer Standort für das Team in Phoenix, Arizona gefunden. Verbunden mit dem Umzug war auch eine Namensänderung in Phoenix Coyotes. Die gesperrten Trikotnummern 9 (Bobby Hull) und 25 (Thomas Steen) wurden aus Winnipeg übernommen und hängen in der Glendale Arena. Zu Beginn der Saison 2005/06 wurde die Nummer 9 von Bobby Hull freigegeben, damit sein Sohn Brett sie tragen kann. Nachdem Brett Hull fünf Spiele für Phoenix bestritten hatte, gab er seinen Rücktritt bekannt und die Nummer ist seither wieder gesperrt.

## Erfolge und Ehrungen

### Sportliche Erfolge
| Avco World Trophies          |         |
| Saison                       |         |
| 1975/76, 1977/78, 1978/79    |         |
| Regular Season Championships |         |
| Saison                       |         |
| 1977/78                      |         |
| Division Championships       | Saison  |
| Western Division             | 1972/73 |
| Canadian Division            | 1975/76 |

### Awards und All-Star-Team-Nominierungen
| Auszeichnung                               | Name                                                                                     | Saison                                                                               |
| Calder Memorial Trophy                     | Dale Hawerchuk Teemu Selänne                                                             | 1981/82 1992/93                                                                      |
| Dennis A. Murphy Trophy                    | Lars-Erik Sjöberg                                                                        | 1977/78                                                                              |
| Gary L. Davidson Trophy Gordie Howe Trophy | Bobby Hull                                                                               | 1972/73, 1974/75                                                                     |
| Jack Adams Award                           | Tom Watt Bob Murdoch                                                                     | 1981/82 1989/90                                                                      |
| King Clancy Memorial Trophy                | Kris King                                                                                | 1995/96                                                                              |
| Lou Kaplan Trophy                          | Kent Nilsson                                                                             | 1977/78                                                                              |
| Paul Deneau Trophy                         | Kent Nilsson                                                                             | 1978/79                                                                              |
| Robert Schmertz Memorial Trophy            | Bobby Kromm                                                                              | 1975/76                                                                              |
| WHA Playoff MVP                            | Ulf Nilsson Bob Guindon Rich Preston                                                     | 1975/76 1977/78 1978/79                                                              |
| NHL First All-Star Team                    | Teemu Selänne                                                                            | 1992/93                                                                              |
| NHL Second All-Star Team                   | Dale Hawerchuk Alexei Schamnow Keith Tkachuk                                             | 1984/85 1994/95                                                                      |
| NHL All-Rookie Team                        | Iain Duncan Bob Essensa Teemu Selänne Boris Mironow*                                     | 1987/88 1989/90 1992/93 1993/94                                                      |
| WHA First All-Star Team                    | Bobby Hull Ulf Nilsson Anders Hedberg Joe Daley Lars-Erik Sjöberg                        | 1972/73, 1973/74, 1974/75 1975/76, 1977/78 1975/76, 1976/77, 1977/78 1975/76 1977/78 |
| WHA Second All-Star Team                   | Larry Hornung Anders Hedberg Bobby Hull Joe Daley Ulf Nilsson Barry Long Morris Lukowich | 1972/73 1974/75 1975/76, 1977/78 1976/77 1977/78 1978/79                             |

*wechselte während der Saison zu den Edmonton Oilers

### NHL All-Star-Game-Nominierungen
| Jahr | Name            |
| 1980 | Morris Lukowich |
| 1981 | Morris Lukowich |
| 1982 | Dale Hawerchuk  |
| 1983 | Dave Babych     |
| 1984 | Dave Babych     |
| 1985 | Randy Carlyle   |
| 1985 | Dale Hawerchuk  |
| 1985 | Paul MacLean    |
| 1986 | Dale Hawerchuk  |
| 1988 | Dale Hawerchuk  |

| Jahr | Name          |
| 1989 | David Ellett  |
| 1990 | Doug Smail    |
| 1991 | Phil Housley  |
| 1992 | Phil Housley  |
| 1993 | Randy Carlyle |
| 1993 | Phil Housley  |
| 1993 | Teemu Selänne |
| 1994 | Teemu Selänne |
| 1996 | Teemu Selänne |

Insgesamt wurden 19 Spieler der Winnipeg Jets von den Fans aufgrund ihrer Beliebtheit ins All-Star Game gewählt oder aufgrund ihrer Leistungen von den Trainern nominiert. In den Jahren 1985 und 1993 nahm jeweils die Rekordzahl von drei Akteuren am Auswahlspiel teil.

### Saisonstatistik

#### World Hockey Association
Abkürzungen: GP = Spiele, W = Siege, L = Niederlagen, T = Unentschieden, Pts = Punkte, GF = Erzielte Tore, GA = Gegentore, PIM = Strafminuten
| Saison  | GP  | W   | L   | T  | Pts | GF   | GA   | PIM  | Platz        | Playoffs |
| 1972/73 | 78  | 43  | 31  | 4  | 90  | 285  | 249  | 757  | 1., Western  | Sieg im Viertelfinale, 4:1 (Minnesota) Sieg im Halbfinale, 4:0 (Houston) Niederlage im Finale, 1:4 (New England) |
| 1973/74 | 78  | 34  | 39  | 5  | 73  | 264  | 296  | 673  | 4., Western  | Niederlage im Viertelfinale, 0:4 (Houston)                                                                       |
| 1974/75 | 78  | 38  | 35  | 5  | 81  | 322  | 293  | 869  | 3., Canadian | nicht qualifiziert                                                                                               |
| 1975/76 | 81  | 52  | 27  | 2  | 106 | 345  | 254  | 940  | 1., Canadian | Sieg im Viertelfinale, 4:0 (Edmonton) Sieg im Halbfinale, 4:1 (Calgary) Sieg im Finale, 4:0 (Houston)            |
| 1976/77 | 80  | 46  | 32  | 2  | 94  | 366  | 291  | 991  | 2., Western  | Sieg im Viertelfinale, 4:3 (San Diego) Sieg im Halbfinale, 4:2 (Houston) Niederlage im Finale, 3:4 (Québec)      |
| 1977/78 | 80  | 50  | 28  | 2  | 102 | 381  | 270  | 988  | 1., WHA      | Sieg im Viertelfinale, 4:1 (Birmingham) Freilos im Halbfinale Sieg im Finale, 4:0 (New England)                  |
| 1978/79 | 80  | 39  | 35  | 6  | 84  | 307  | 306  | 1342 | 3., WHA      | Freilos im Viertelfinale Sieg im Halbfinale, 4:0 (Québec) Sieg im Finale, 4:2 (Edmonton)                         |
| Gesamt  | 555 | 302 | 227 | 26 | 630 | 2270 | 1959 | 6560 |              | 6 Playoff-Teilnahmen 14 Serien: 11 Siege, 3 Niederlagen 70 Spiele: 48 Siege, 22 Niederlagen                      |

#### National Hockey League
Abkürzungen: GP = Spiele, W = Siege, L = Niederlagen, T = Unentschieden, Pts = Punkte, GF = Erzielte Tore, GA = Gegentore, PIM = Strafminuten
| Saison   | GP   | W   | L   | T   | Pts  | GF   | GA   | PIM   | Platz       | Playoffs                                                                                     |
| 1979/80  | 80   | 20  | 49  | 11  | 51   | 214  | 314  | 1251  | 5., Smythe  | nicht qualifiziert                                                                           |
| 1980/81  | 80   | 9   | 57  | 14  | 32   | 246  | 400  | 1191  | 5., Smythe  | nicht qualifiziert                                                                           |
| 1981/82  | 80   | 33  | 33  | 14  | 80   | 319  | 332  | 1314  | 2., Norris  | Niederlage im Divisions-Halbfinale, 1:3 (St. Louis)                                          |
| 1982/83  | 80   | 33  | 39  | 8   | 74   | 311  | 333  | 1089  | 4., Smythe  | Niederlage im Divisions-Halbfinale, 0:3 (Edmonton)                                           |
| 1983/84  | 80   | 31  | 38  | 11  | 73   | 340  | 374  | 1579  | 4., Smythe  | Niederlage im Divisions-Halbfinale, 0:3 (Edmonton)                                           |
| 1984/85  | 80   | 43  | 27  | 10  | 96   | 358  | 332  | 1540  | 2., Smythe  | Sieg im Divisions-Halbfinale, 3:1 (Calgary) Niederlage im Divisions-Finale, 0:4 (Edmonton)   |
| 1985/86  | 80   | 26  | 47  | 7   | 59   | 295  | 372  | 1774  | 3., Smythe  | Niederlage im Divisions-Halbfinale, 0:3 (Calgary)                                            |
| 1986/87  | 80   | 40  | 32  | 8   | 88   | 279  | 271  | 1537  | 3., Smythe  | Sieg im Divisions-Halbfinale, 4:2 (Calgary) Niederlage im Divisions-Finale, 0:4 (Edmonton)   |
| 1987/88  | 80   | 33  | 36  | 11  | 77   | 292  | 310  | 2278  | 3., Smythe  | Niederlage im Divisions-Halbfinale, 1:4 (Edmonton)                                           |
| 1988/89  | 80   | 26  | 42  | 12  | 64   | 300  | 355  | 1843  | 5., Smythe  | nicht qualifiziert                                                                           |
| 1989/90  | 80   | 37  | 32  | 11  | 85   | 298  | 290  | 1639  | 3., Smythe  | Niederlage im Divisions-Halbfinale, 3:4 (Edmonton)                                           |
| 1990/91  | 80   | 26  | 43  | 11  | 63   | 260  | 288  | 1675  | 5., Smythe  | nicht qualifiziert                                                                           |
| 1991/92  | 80   | 33  | 32  | 15  | 81   | 251  | 244  | 1907  | 4., Smythe  | Niederlage im Divisions-Halbfinale, 3:4 (Vancouver)                                          |
| 1992/93  | 84   | 40  | 37  | 7   | 87   | 322  | 320  | 1851  | 4., Smythe  | Niederlage im Divisions-Halbfinale, 2:4 (Vancouver)                                          |
| 1993/94  | 84   | 24  | 51  | 9   | 57   | 245  | 344  | 2143  | 6., Central | nicht qualifiziert                                                                           |
| 1994/951 | 48   | 16  | 25  | 7   | 39   | 157  | 177  | 1141  | 6., Central | nicht qualifiziert                                                                           |
| 1995/96  | 82   | 36  | 40  | 6   | 78   | 275  | 291  | 1622  | 5., Central | Niederlage im Conference-Viertelfinale, 2:4 (Detroit)                                        |
| Gesamt   | 1338 | 506 | 660 | 172 | 1184 | 4762 | 5347 | 27374 |             | 11 Playoff-Teilnahmen 13 Serien: 2 Siege, 11 Niederlagen 62 Spiele: 19 Siege, 43 Niederlagen |

1 Saison wegen des NHL-Lockout 1994/95 verkürzt

### Franchiserekorde
Im Folgenden werden ausgewählte Spielerrekorde des Franchises in der National Hockey League sowohl über die gesamte Karriere als auch über einzelne Spielzeiten aufgeführt.

#### Karriere
|                     | Name            | Anzahl                        |
| Meiste Spiele       | Thomas Steen    | 950 (in 14 Spielzeiten)       |
| Meiste Tore         | Dale Hawerchuk  | 379                           |
| Meiste Vorlagen     | Thomas Steen    | 553                           |
| Meiste Punkte       | Dale Hawerchuk  | 929 (379 Tore + 550 Vorlagen) |
| Meiste Strafminuten | Laurie Boschman | 1.338                         |
| Meiste Shutouts     | Bob Essensa     | 14                            |

#### Saison
|                               | Name                      | Anzahl                      | Saison          |
| Meiste Tore                   | Teemu Selänne             | 76                          | 1992/93         |
| Meiste Vorlagen               | Phil Housley              | 79                          | 1992/93         |
| Meiste Punkte                 | Teemu Selänne             | 132 (76 Tore + 56 Vorlagen) | 1992/93         |
| Meiste Punkte als Rookie      | Teemu Selänne             | 132 (76 Tore + 56 Vorlagen) | 1992/93         |
| Meiste Punkte als Verteidiger | Phil Housley              | 97 (18 Tore + 79 Vorlagen)  | 1992/93         |
| Meiste Strafminuten           | Tie Domi                  | 347                         | 1993/94         |
| Meiste Siege als Torhüter     | Brian Hayward Bob Essensa | 33                          | 1984/85 1992/93 |

## Trainer
Abkürzungen: GC = Spiele, W = Siege, L = Niederlagen, T = Unentschieden, OTL = Nieder-
lagen nach Overtime, Pts = Punkte, Win % = Siegquote
| Name                 | Saison            | Reguläre Saison | Reguläre Saison | Reguläre Saison | Reguläre Saison | Reguläre Saison | Reguläre Saison | Playoffs | Playoffs | Playoffs |
| Name                 | Saison            | GC              | W               | L               | T               | Pts             | Win %           | GC       | W        | L        |
| Bobby Hull**         | 1972/73–1973/74   | 156             | 77              | 70              | 9               | 163             | .522            | 18       | 9        | 9        |
| Rudy Pilous          | 1974/75*          | 37              | 18              | 17              | 2               | 38              | .514            | —        | —        | —        |
| Bobby Hull**         | 1974/75*          | 13              | 4               | 9               | 0               | 8               | .308            | —        | —        | —        |
| Rudy Pilous          | 1974/75*          | 28              | 16              | 9               | 3               | 35              | .625            | —        | —        | —        |
| Bobby Kromm          | 1975/76–1976/77   | 161             | 98              | 59              | 4               | 200             | .621            | 33       | 23       | 10       |
| Larry Hillman        | 1977/78–1978/79*  | 141             | 78              | 55              | 8               | 164             | .582            | 9        | 8        | 1        |
| Tom McVie            | 1978/79*–1979/80* | 96              | 30              | 55              | 11              | 71              | .370            | 10       | 8        | 2        |
| Bill Sutherland***   | 1979/80*          | 3               | 1               | 2               | 0               | 2               | .333            | —        | —        | —        |
| Tom McVie            | 1980/81*          | 28              | 1               | 20              | 7               | 9               | .161            | —        | —        | —        |
| Bill Sutherland      | 1980/81*          | 29              | 6               | 20              | 3               | 15              | .259            | —        | —        | —        |
| Mike Smith***        | 1980/81*          | 23              | 2               | 17              | 4               | 8               | .174            | —        | —        | —        |
| Tom Watt             | 1981/82–1983/84*  | 179             | 70              | 85              | 24              | 168             | .469            | 7        | 1        | 6        |
| Barry Long           | 1983/84*–1985/86* | 205             | 87              | 93              | 25              | 199             | .485            | 11       | 3        | 8        |
| John Ferguson senior | 1985/86*          | 14              | 7               | 6               | 1               | 15              | .536            | 3        | 0        | 3        |
| Dan Maloney          | 1986/87–1988/89*  | 212             | 91              | 93              | 28              | 210             | .495            | 15       | 5        | 10       |
| Rick Bowness         | 1988/89*          | 28              | 8               | 17              | 3               | 19              | .331            | —        | —        | —        |
| Bob Murdoch          | 1989/90–1990/91   | 160             | 63              | 75              | 22              | 148             | .463            | 7        | 3        | 4        |
| John Paddock         | 1991/92–1994/95*  | 281             | 106             | 138             | 37              | 249             | .443            | 13       | 5        | 8        |
| Terry Simpson        | 1994/95*–1995/96  | 97              | 43              | 47              | 7               | 93              | .479            | 6        | 2        | 4        |

* Wechsel während der laufenden Saison;
** Spielertrainer;
*** Interimstrainer
In der Geschichte der Winnipeg Jets gab es 15 verschiedene Personen, die das Amt des Cheftrainers innehatten. Bobby Hull war zwischen 1972 und 1974 Spielertrainer des Teams, wobei dieses unter seiner Führung mehr als die Hälfte der Partien gewann.

## General Manager
| Name                 | Saison           |
| Annis Stukus         | 1972/73–1973/74  |
| Rudy Pilous          | 1974/75–1977/78  |
| John Ferguson senior | 1978/79–1987/88  |
| Mike Smith           | 1988/89–1993/94* |
| John Paddock         | 1993/94*–1995/96 |

* Wechsel während der laufenden Saison

## Spieler

### Mannschaftskapitäne
| Jahr      | Name              |
| 1972–1974 | Ab McDonald       |
| 1974–1975 | Danny Johnson     |
| 1975–1978 | Lars-Erik Sjöberg |
| 1978–1979 | Barry Long        |
| 1979–1980 | Lars-Erik Sjöberg |
| 1980–1981 | Morris Lukowich   |
| 1981–1982 | Dave Christian    |
| 1982–1984 | Lucien DeBlois    |
| 1984–1989 | Dale Hawerchuk    |
| 1989–1990 | Dale Hawerchuk    |
| 1989–1990 | Thomas Steen      |
| 1989–1990 | Randy Carlyle     |
| 1990–1991 | Thomas Steen      |
| 1990–1991 | Randy Carlyle     |
| 1991–1993 | Troy Murray       |
| 1993      | Dean Kennedy      |
| 1993–1995 | Keith Tkachuk     |
| 1995–1996 | Kris King         |

In der Geschichte der Winnipeg Jets gab es 14 verschiedene Spieler, die das Amt des Mannschaftskapitäns bekleideten.

### Mitglieder der Hockey Hall of Fame
| Name           | Aufnahmedatum     | Position        |
| Dale Hawerchuk | 12. November 2001 | Spieler         |
| Bobby Hull     | 1983              | Spieler         |
| Rudy Pilous    | 1985              | Trainer         |
| Rudy Pilous    | 1985              | General Manager |
| Serge Savard   | 1986              | Spieler         |
| Teemu Selänne  | 2017              | Spieler         |

Bisher wurden vier Spieler und ein Trainer der Winnipeg Jets in die in Toronto befindliche Hockey Hall of Fame aufgenommen.

### Gesperrte Trikotnummern
| Nr. | Name          | Sperrungsdatum             |
| 9   | Bobby Hull    | 19. Februar 1989           |
| 25  | Thomas Steen  | 1. April 1994              |
| 99  | Wayne Gretzky | 6. Februar 2000 (ligaweit) |

In ihrer Franchise-Geschichte haben die Winnipeg Jets zwei Trikotnummern von verdienten Spielern offiziell gesperrt. Zudem wird eine weitere offiziell nicht mehr vergeben.
Bereits am 19. Februar 1989 sperrten die Winnipeg Jets das Trikot mit Bobby Hulls Nummer 9. Im April 1994 folgte zudem das Trikot mit der Nummer 25 des Schweden Thomas Steen. Trotz des Umzugs des Franchise von Winnipeg nach Phoenix behielten auch die Phoenix Coyotes die beiden gesperrten Nummer der Vorgänger bei. Sie sind damit das einzige ehemalige World-Hockey-Association-Franchise, das dies so praktiziert. Die Banner der zwei gesperrten Trikots sind daher in den Vereinsfarben blau, weiß und rot der Jets gehalten.
Zwischenzeitlich gab Bobby Hull zur Spielzeit 2005/06 die Nummer 9 wieder frei, damit sein Sohn Brett Hull diese für die Coyotes tragen konnte. Nach fünf Spielen beendete Brett Hull seine Karriere und die Nummer wurde wieder gesperrt.
Des Weiteren wird die berühmte 99 des Kanadiers Wayne Gretzky nicht mehr an einen Spieler vergeben, da sie seit dem 6. Februar 2000 offiziell durch die Liga gesperrt ist.

### Top-10-Wahlrechte

#### WHA Amateur Draft
| Name             | Jahr | Draft-Position |
| Randy Andreachuk | 1974 | 7.             |
| Brad Gassoff     | 1975 | 8.             |
| Thomas Gradin    | 1976 | 9.             |
| Ron Duguay       | 1977 | 3.             |
| Miles Zaharko    | 1977 | 8.             |

#### NHL Entry Draft
| Name           | Jahr | Draft-Position |
| Dave Babych    | 1980 | 2.             |
| Dale Hawerchuk | 1981 | 1.             |
| Andrew McBain  | 1983 | 8.             |
| Pat Elynuik    | 1986 | 8.             |
| Teemu Selänne  | 1988 | 10.            |
| Stu Barnes     | 1989 | 4.             |
| Aaron Ward     | 1991 | 5.             |
| Shane Doan     | 1995 | 7.             |

### Top-Punktesammler
Die zehn besten Punktesammler in der Geschichte der Winnipeg Jets während ihrer Zeit in der National Hockey League bis zum Ende der regulären Saison 1995/96 und der Playoffs 1996.
Abkürzungen: Pos = Position, GP = Spiele, G = Tore, A = Vorlagen, Pts = Punkte, P/G = Punkte pro Spiel
| Name             | Pos | Saison          | GP  | G   | A   | Pts | P/G  |
| Dale Hawerchuk   | C   | 1981/82–1989/90 | 713 | 379 | 550 | 929 | 1,30 |
| Thomas Steen     | C   | 1981/82–1994/95 | 950 | 264 | 553 | 817 | 0,86 |
| Paul MacLean     | RW  | 1981/82–1987/88 | 527 | 248 | 270 | 518 | 0,98 |
| Doug Smail       | LW  | 1980/81–1990/91 | 691 | 189 | 208 | 397 | 0,57 |
| Laurie Boschman  | C   | 1982/83–1989/90 | 526 | 152 | 227 | 379 | 0,72 |
| Eugene Lukowich  | LW  | 1979/80–1984/85 | 431 | 168 | 177 | 345 | 0,80 |
| Fredrik Olausson | D   | 1986/87–1993/94 | 496 | 86  | 249 | 335 | 0,68 |
| Dave Babych      | D   | 1980/81–1985/86 | 390 | 73  | 248 | 321 | 0,82 |
| Teemu Selänne    | RW  | 1992/93–1995/96 | 231 | 147 | 159 | 306 | 1,32 |
| Randy Carlyle    | D   | 1983/84–1992/93 | 564 | 80  | 226 | 306 | 0,54 |

| Name             | Pos | GP | G  | A  | Pts | P/G  |
| Dale Hawerchuk   | C   | 38 | 16 | 33 | 49  | 1,29 |
| Thomas Steen     | C   | 56 | 12 | 32 | 44  | 0,79 |
| Paul MacLean     | RW  | 35 | 16 | 10 | 26  | 0,74 |
| David Ellett     | D   | 33 | 4  | 16 | 20  | 0,61 |
| Fredrik Olausson | D   | 35 | 4  | 13 | 17  | 0,49 |
| Randy Carlyle    | D   | 31 | 3  | 14 | 17  | 0,55 |
| Brian Mullen     | RW  | 26 | 7  | 9  | 16  | 0,62 |
| Laurie Boschman  | C   | 34 | 5  | 10 | 15  | 0,44 |
| Moe Mantha       | D   | 16 | 5  | 10 | 15  | 0,94 |
| Dave Babych      | D   | 18 | 4  | 10 | 14  | 0,78 |